# Sławomir Kamiński
Sławomir Jan Kamiński (ur. w 1963 w Poznaniu) – polski organista i pedagog.

## Życiorys
Studiował w Akademii Muzycznej im. Ignacego Jana Paderewskiego w Poznaniu w klasie organów Romualda Sroczyńskiego (dyplom z wyróżnieniem w 1987). Laureat II Ogólnopolskiego Konkursu Organowego im. J.S. Bacha w Gdańsku w 1985.
Jest profesorem w Akademii Muzycznej im. Ignacego Jana Paderewskiego w Poznaniu. Prowadzi tam klasę organów oraz wykłada bas cyfrowany, zespoły kameralne i improwizację organową. Wykłada także na uczelniach zagranicznych w ramach programu Erasmus (Lubeka, Wilno), prowadzi zajęcia w ramach Internationaler Niederlausitzer Orgelakademie (Niemcy).
W 2021 odznaczony Krzyżem Zasługi.

## Działalność artystyczna
Współpracuje z orkiestrą Filharmonii Poznańskiej, Poznańskim Chórem Chłopięcym „Polskie Słowiki” oraz z chórem "Poznańskie Słowiki" założonym przez Stefana Stuligrosza. Jako solista i kameralista koncertował w kraju i za granicą (m.in. Niemcy, Holandia, Francja, Belgia, Wielka Brytania, Czechy, Ukraina).
Uczestniczył w wielu festiwalach muzycznych, takich jak: Międzynarodowy Festiwal Muzyczny w Nantes, „Festiwal Majowy” w Glasgow, Dni Kultury Polskiej w Bretanii, Orgelkonzerte in Gedächtnis Kirche, Berlin, St. Christopher Music Festival Vilnius – międzynarodowe festiwale organowe w Oliwie, Fromborku, Kamieniu Pomorskim, Leżajsku, Koszalinie. Od 1996 jest dyrektorem artystycznym Międzynarodowego Festiwalu Muzyki Organowej i Kameralnej w Wolsztynie. Bierze także udział w pracach jury krajowych i międzynarodowych konkursów organowych (Poznań, Rumia, Opava, Wilno).
Nagrał 6 CD z solową muzyką organową oraz 6 CD w charakterze kameralisty. W 2018 nominowany do  Nagroda Muzyczna „Fryderyk” w kategoriach Muzyka Poważna Album Roku Muzyka Chóralna, Oratoryjna i Operowa oraz Muzyka Poważna Najwybitniejsze Nagranie Muzyki Polskiej.